# Alceo Pastore
Alceo Paolo Giuseppe Pastore (Casaloldo, 7 agosto 1858 – San Martino Gusnago, 12 maggio 1946) è stato un imprenditore italiano, deputato al Parlamento del Regno d'Italia.
Proveniva da un'agiata famiglia di Castiglione delle Stiviere e si laureò in Legge nel 1881 all'Università di Pisa. Fu eletto consigliere provinciale di Mantova il 4 agosto 1884, fu deputato nel periodo 1892-1919.
Lo zio Cesare fu senatore del Regno d'Italia e combatté sulle barricate di Milano del 1848.
Uomo politico e imprenditore, fu anche il primo presidente della “Società Operaia di Mutuo Soccorso” di Casaloldo (1881-1886). Intrattenne fitta corrispondenza con il garibaldino e patriota Pietro Scaratti di Medole. Fu anche sindaco di Casaloldo, dimissionario nel 1920.

## Biografia politica
Figlio di Giovanni Battista Pastore e di Cecilia Fario, Alceo, dopo la laurea in legge all'Università di Pisa, entra nel consiglio comunale di Castiglione delle Stiviere. Nel 1885 è soprintendente alle scuole comunali, presidente della Congregazione di Carità e della Banda Musicale, e nel 1886 anche direttore del Monte di Pietà.
Presidente della Società operaia di Casaloldo dal 1881 al 1886 e del Circolo Concordia di Castiglione dal 1883 al 1887, presidente onorario o socio benemerito di moltissimi sodalizi popolari, come le società operaie di Asola, Medole, Cavriana, Ceresara e il Circolo Democratico di Canneto sull'Oglio, dal 1886 al 1889 siede nel consiglio provinciale. Nel 1887 decide di stabilirsi a Roma per perfezionarsi negli studi legali e fare pratica forense, ma dopo la morte dello zio Cesare Pastore è richiamato a casa.
Nel 1892, con la ricostituzione del collegio elettorale uninominale di Castiglione delle Stiviere, conquista la deputazione nazionale. Alceo viene confermato ininterrottamente fino alle elezioni del 1913. Non si ricandida nel 1919, quando è introdotto lo scrutinio di lista e si adotta il metodo di voto proporzionale con il definitivo abbandono del collegio uninominale.
In Parlamento, come lo zio Cesare, anche Alceo milita nelle file liberal-radicali di Giuseppe Zanardelli, partecipando a tutte le vicende politiche del gruppo che alla Camera dei deputati non si disperde dopo la morte del leader, avvenuta nel 1903, ma anzi fra il 1904 e il 1916 si struttura prima come gruppo dei Democratici Costituzionali, poi della Sinistra Democratica.
La lunga sequenza di rielezioni di Alceo attraverso congiunture politiche molto differenti fa pensare a una dinamica di stampo britannico nella quale il signore locale, il landlord, è il rappresentante designato della comunità e la scelta elettorale non fa che tradurre la deferenza sociale, costruita sulla ricchezza, in fiducia politica: un processo elettorale, dunque, come riconoscimento da parte della comunità di una leadership politica, strutturata economicamente e socialmente nella realtà locale dell'Alto Mantovano.
Il deputato zanardelliano sbarra costantemente la strada alla penetrazione elettorale socialista nell'Alto Mantovano, dove l'associazionismo artigiano e contadino permane in prevalenza sotto l'egemonia democratico costituzionale, a differenza dell'Oltrepò Mantovano e della Sinistra Mincio, fulcro del movimento operaio socialista nella pianura padana. Il collegio di Castiglione è significativamente l'unico fra i collegi mantovani a non essere mai stato conquistato, tra il 1892 e il 1913, dal Partito Socialista Italiano o dal partito Radicale Italiano, forze politiche egemoni nel resto della provincia.
Per più di trent'anni, se si considera anche il decennio di egemonia del deputato poi senatore Cesare Pastore, l'Alto Mantovano non esprime nessuna candidatura politica al Parlamento che non sia riconducibile direttamente o indirettamente alla famiglia Pastore.
Alceo ha quindi ricevuto in eredità dalla famiglia, e in particolare dallo zio Cesare, non solo un ingente patrimonio fondiario, immobiliare e finanziario, ma anche e soprattutto un patrimonio politico, costituito da una tradizione di attività filantropiche e di servizi resi alle comunità locali, e da reti politiche fondate sia su rapporti personali di clientela, sia sull'associazionismo popolare.
L'appartenenza familiare è un elemento determinante nella costruzione della stima sociale che è alla base del potere notabilare, e la vicenda di Alceo Pastore costituisce un caso emblematico di “politica in eredità”. Non a caso nel presentarlo agli elettori i suoi amici politici dipingono Alceo come portatore dei tratti tipici di una storia politico-familiare illustre e ben caratterizzata. Le sue qualità sono quindi quelle dell'intero gruppo parentale, vale a dire “la bontà di cuore, la fermezza di carattere ed il sommo disinteresse”.
Si sposò il 17 agosto 1887, a Castiglione delle Stiviere, con Caterina Salodini (1869-1922), che gli diede i figli Cesare (1903) e Marta Cecilia (1898).
Collaborò con alcune riviste, firmando i suoi articoli come Bombix, uno pseudonimo che si richiamava all'originaria attività della famiglia Pastore: il bombix mori è infatti il baco da seta.